# Акчурин, Радиф Галеевич
Радиф Галеевич Акчурин (род. 1 июня 1985) — чемпион мира по борьбе куреш.

## Биография
Уроженец Фёдоровского района Республики Башкортостан.
Воспитанник подросткового клуба «Батыр» (с. Батырово), одним из руководителей которого является его отец Галей Зайнуллович Акчурин.
Несколько раз Радиф Акчурин становился чемпионом районных Хабантуев.
28 июня 2008 года победитель турнира Республики Башкортостан по национальной борьбе куреш среди победителей районных и городских сабантуев «Батыр-2008» в весовой категории свыше 90 кг.
16 апреля 2010 года первое место в зачёте сельских спортивных игр Башкортостана.
24 апреля 2010 года завоевал первое место в открытом Республиканском турнире по национальной борьбе «Куреш» г. Уфа, который был посвящён 65-летию Победы в Великой Отечественной войне.
12 июня 2010 года стал абсолютным чемпионом победителем среди курешистов на празднике «Салават йыйыны» в Ишимбайском районе Республики Башкортостан.